# Iglesia de San Pedro Mártir (Madrid)
La iglesia de San Pedro Mártir es un templo católico de la ciudad española de Madrid, obra del arquitecto Miguel Fisac. Forma parte del conjunto de edificios denominado convento, teologado e iglesia de San Pedro Mártir.

## Descripción
La forma de la iglesia, como elemento principal del conjunto, deriva de la adaptación de su espacio a un programa específico como iglesia conventual para un coro de 300 frailes, pero también como iglesia pública con una zona para 700 fieles sentados. De la distribución lógica en planta de estos dos grupos de usuarios, frailes y cristianos seglares, surgen dos categorías que deben disponerse alrededor del altar, asumiendo los religiosos una situación noble, mientras que los fieles han de ubicarse en posición cercana al acceso público. Por tanto, el altar, como elemento principal del espacio al que se dirige la atención, debe ocupar una posición intermedia central como conciliación de la parte de iglesia conventual para recitar el solemne Oficio Divino, y la parte de iglesia pública para la asistencia de fieles. Surge así en planta un espacio definido por dos ramas de hipérbola que se cierran con dos segmentos circulares, por razones estructurales y de acústica.

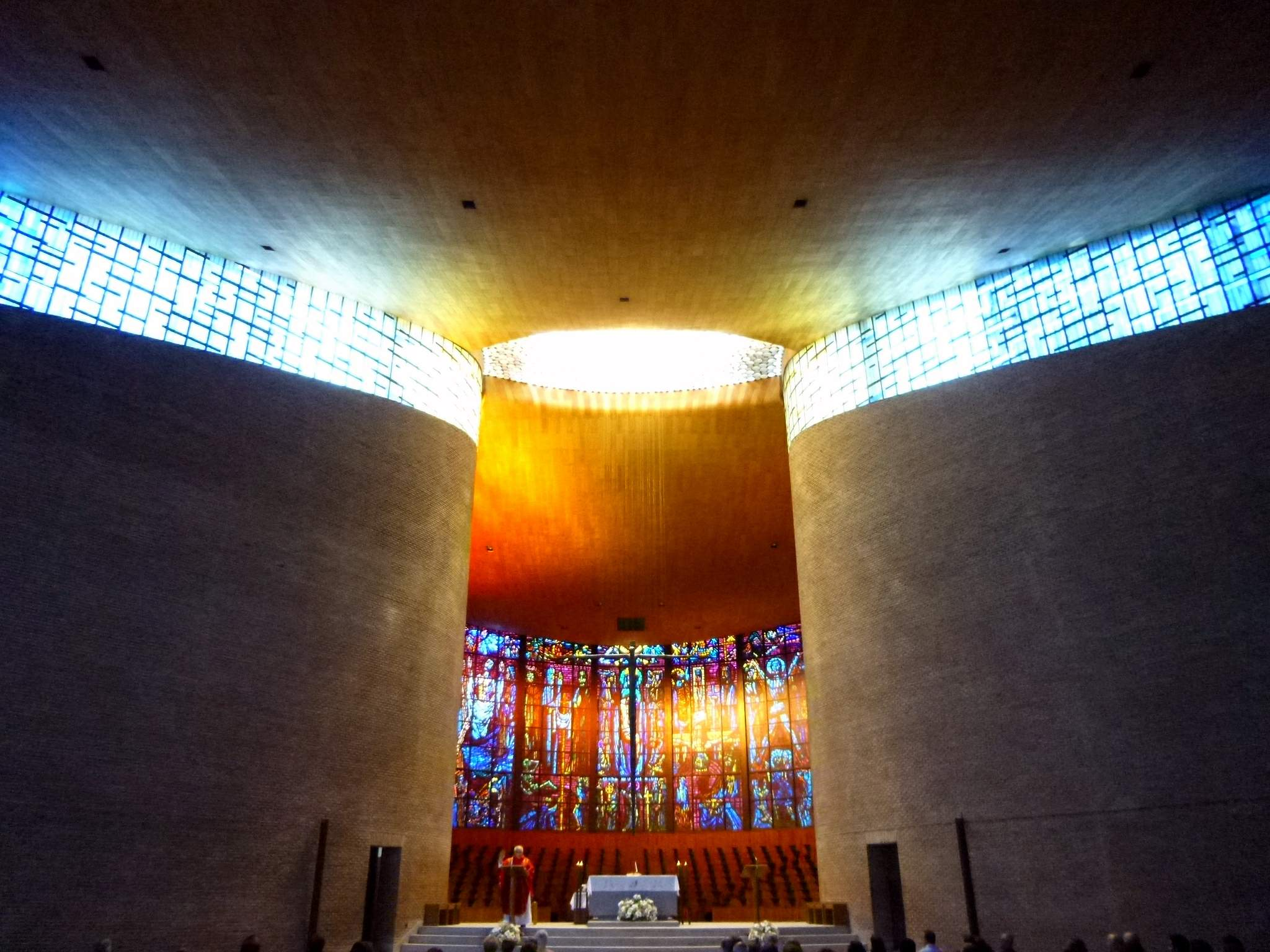
Cabecera del templo

En sección, esta doble disposición con centro en el altar determina su ubicación en posición elevada respecto al plano de los fieles, el más bajo del conjunto. La tensión dinámica hacia el altar y ese protagonismo también místico se ve acentuada por el plano descendente del coro hacia el mismo. Además de la forma en la que el espacio se moldea a través de los paramentos en ladrillo, esta iglesia también está caracterizada por otros dos componentes esenciales en la arquitectura religiosa de Fisac: la luz y la división cromática de los espacios.

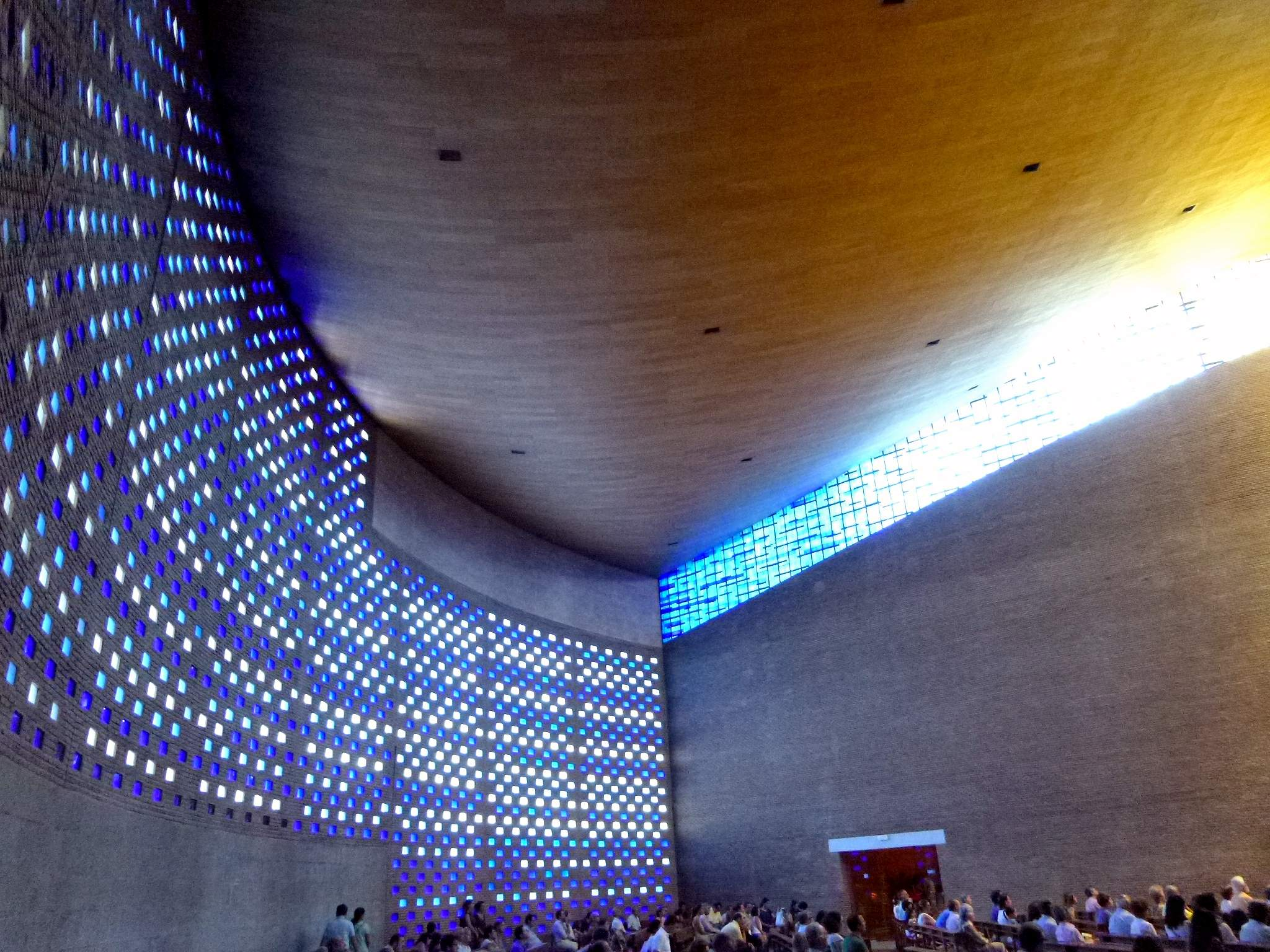
Interior del templo

La luz y el color se utilizan como materiales de proyecto. De este modo, la luz se dispone en una intensidad media en las estancias de coro y fieles, mientras que remarca la importancia del altar de forma vertical a través de su potente iluminación cenital. Cromáticamente, estos espacios se distinguen a través de diversas tonalidades que también adquieren un simbolismo: las vidrieras de los paramentos que cierran la zona de los fieles adquieren tonalidades azules, pasando a tonos dorados para fundirse con la luz cenital del altar arrojada a través de un lucernario. Desde el altar, la coloración de la luz continúa hacia una gama de rojos en la zona del coro, en el que se dispone una vidriera figurativa con escenas y simbología del Martirio. Los tonos azules representan la frialdad del fiel que se diluye a medida que se acerca al altar, para posteriormente volverse rojo, en una simbología del doble sacrificio que representa la zona de los coristas. Los vitrales superiores de la parte dedicada a los fieles que convergen en el lucernario central conforman la separación característica de las iglesias de Fisac en el altar, entre los paramentos de cierre y la cubierta superior, en una sensación de ingravidez que se acentúa por el acabado de madera del techo y los paramentos de ladrillo. De igual forma, en el sótano de la iglesia se sitúa la cripta, en la que se disponen vidrieras de colores en la parte superior de sus muros curvos. El acceso a la iglesia se ubica en un lateral para evitar la competencia directa de su direccionalidad con el dinamismo del conjunto hacia la posición central del altar, y lo mismo ocurre con la ubicación en el lateral norte de la capilla del Santísimo.
Tanto la iglesia como la capilla atienden a una concepción de la arquitectura como unidad indisoluble en su integración perfecta con las artes plásticas. Destacan las obras notables que distintos artistas reconocidos del momento aportaron a esta iglesia de Fisac. De esta forma, las obras plásticas se integran en la arquitectura sin superponerse a la misma o predominar por encima de los elementos restantes, formando un todo unitario en el que la arquitectura en sí misma es parte esencial en la comprensión del espacio. Ejemplos de lo anterior son el gran relieve en el exterior de la iglesia realizado en piedra por la escultora Susana Polac sobre el tema del Martirio de los misioneros dominicos en Oriente, siendo también la autora del Crucifijo en bronce (hoy almacenado en las instalaciones del complejo) que se encontraba en la capilla del antiguo estudiantado. Pablo Serrano es el autor del gran crucifijo central en el interior de la iglesia, así como de un grupo escultórico en madera que se encuentra en la capilla del Santísimo Sacramento. La gran vidriera del fondo de la iglesia se ejecutó según cartones del pintor y vitralista Adolfo Winternitz. Por otra parte, las vidrieras laterales y de la entrada de la iglesia, así como la que representa la Cena en la Capilla del Santísimo, están realizadas de acuerdo a dibujos del pintor José María de Labra, mientras que Francisco Farreras es autor de la vidriera del techo de la capilla del Santísimo y las vidrieras de la cripta y la capilla del antiguo estudiantado, así como una virgen hoy almacenada en las instalaciones del complejo que estuvo instalada en origen en esta última. El espectacular lucernario sobre el altar, la vidriera de la cripta, imágenes de santos en los antiguos dormitorios del estudiantado y los dibujos de azulejerías del comedor del antiguo estudiantado son del escultor José Luis Sánchez.
De todos los elementos del conjunto, el edificio de la iglesia es el único que no presenta cubierta plana y que se construye con una estructura metálica, conformando el cerramiento en ladrillo macizo visto con llaga acusada. En la fachada opuesta al coro, el paramento integra una disposición regular de moldeados de vidrio, y se remata superiormente con el
friso de Polac. Destaca el énfasis en la direccionalidad hacia el acceso lateral derecho mediante una ligera pérgola de hormigón.